# Болгарское национальное телевидение
Болгарское национальное телевидение (БНТ, болг. Българска национална телевизия) — государственная организация Болгарии осуществляющая телевещание.

## История
Первой передачей «Болгарского телевидения» был репортаж о проведении праздничной манифестации, посвящённой очередной годовщине Великой Октябрьской социалистической революции — 7 ноября 1959 года, с площади «9 сентября» (ныне — площадь «Александра Баттенберга»), а официальное открытие «Болгарского телевидения» состоялось 26 декабря 1959 года, в результате восьмилетней работы учёных Софийского машинно-электротехнического института. После этого Болгария стала 8-й страной в мире с собственным гражданским телевидением.
В 1964 при Министерстве культуры НРБ создана Главная дирекция «Болгарское телевидение и радио». В 1971 радио и телевидение реформируется в «Комитет телевидения и радио», который стал частью исполнительной власти. В 1975 на МВ начинается работа «Второй телевизионной программы». Этот канал традиционно передаёт больше культурных и авторских передач. С 1977 БНТ и БНР получают статус самостоятельных юридических лиц. В 1986 они снова объединяются в «Комитет телевидения и радио» при Совете министров НРБ. 6 марта. В 1980-е вещание "БТ Второй программы" было переведено на ДМВ. 1990 БНТ и БНР снова становятся самостоятельными компаниями.
С 1 июня 1992 «Болгарское телевидение» переименовывается в «Болгарское национальное телевидение». «Первая программа» называется «Канал 1», а с 14 сентября 2008 года называется «БНТ 1»; «Вторая программа» — «Ефир 2». В 1993 региональные телевизионные центры (РТВЦ) БНТ начинают показывать самостоятельно отснятые телепередачи. В 1994 году БНТ лишилась монополии на телевидение (двух каналов БНТ в Болгарии на тот момент вещали русский 1-й канал, ретранслировавшийся с 1986 года, и французский TV 5, ретранслировавший с 1991 года), был запущен первый коммерческий телеканал «Нова телевизия». 2 мая 1999 БНТ начинает передавать спутниковую программу для болгар за границей — «БНТ Сат» (ныне «БНТ 4»). 31 мая 2000 прекращается передача «Ефир 2», но возвращается 16 октября 2011 под названием «БНТ 2», заменив сеть региональных телеканалов. 1 сентября 2013 запускается новый детский телеканал «БНТ +». 6 февраля 2014 года БНТ в стандарте разложения 1080i запустило телеканал БНТ HD.

## БНТ сегодня

### Общенациональные телеканалы общей тематики
- БНТ 1 — круглосуточная программа информационно-развлекательного характера с национальным обхватом;

Доступен во всех районах Болгарии через эфирное (цифровое (DVB-T) на ДМВ, ранее - аналоговое PAL, ещё более ранее SECAM на ДМВ и МВ), кабельное, спутниковое телевидение и IPTV на 1-м и 2-м телеканале.

### Международные телеканалы
- БНТ 4 — круглосуточная программа, спутниковый телевизионный канал для болгар за границей (ранее назывался «БНТ Сат»).

Доступен во всём мире через спутниковое телевидение.

### Тематические общенациональные телеканалы
- БНТ 3 — программа развлекательного характера, вещающая в HD-формате;
- БНТ 2 — круглосуточная программа информационно-развлекательного характера с региональными сетевыми партнёрами.

Доступны во всех районах Болгарии через эфирное (цифровое (DVB-T) на ДМВ), кабельное, спутниковое и IPTV на второстепенной частоте.

## Управление
БНТ осуществляет свою деятельность на основании Закона для радио и телевидения, обнародованного в 1998 году, в № 138 Государственной газеты Болгарии. Управляется Советом директоров (Управителен съвет) и Генеральным директором (Генерален директор). В 2008 — 2009 годах БНТ провела кампанию «Большого чтения» по лицензии BBC.